# Platypalpus postpositus
Platypalpus postpositus är en tvåvingeart som beskrevs av Axel Leonard Melander 1927. Platypalpus postpositus ingår i släktet Platypalpus och familjen puckeldansflugor.
Artens utbredningsområde är Washington. Inga underarter finns listade i Catalogue of Life.